# George Thursfield
George Edwin Thursfield (20 de novembro de 1893, data de morte desconhecida) foi um ciclista sul-africano. Se especializou como velocista.
Defendeu as cores da África do Sul participando em duas provas do ciclismo de pista nos Jogos Olímpicos de Verão de 1920, disputadas na cidade de Antuérpia, Bélgica.